# Juan José Irigoyen
Juan José Irigoyen (Río Cuarto, Córdoba; 17 de septiembre de 1951), más conocido como El Búho Irigoyen, es un exfutbolista y técnico argentino.

## Apodos
En su natal Argentina, es conocido como El Topo Irigoyen, un apodo que surgió porque, cuando prestó el servicio militar, físicamente se parecía al personaje Topo Gigio. La Peña de San Lorenzo de Almagro en  Río Cuarto lleva su nombre y este apodo.
En Colombia, el periodista Jaime Ortiz Alvear le cambió el apodo por El Búho Irigoyen, debido a que la mayoría de los goles que convirtió en el país cafetero ocurrieron de noche.

## Trayectoria

### Como jugador
Sus mejores temporadas se dieron en San Lorenzo de Almagro, donde salió bicampeón; en Argentinos Juniors, consagrándose como el goleador del campeonato y siendo compañero de Diego Maradona; y donde es más recordado, en el Millonarios de Colombia, donde convirtió 85 goles en tan solo dos temporadas.
Concretamente, su relación con Millonarios, se remonta al año 1973 cuando el directivo Álvaro  Gutiérrez Plaza lo quiso fichar aunque sin éxito. En 1977, se dio su llegada al club por petición directa del entrenador  Jorge "Indio" Solari, más adelante se consagra campeón bajo las ordenes de Pedro Dellacha. En total, disputó 134 partidos (128 en la primera división y 6 en Copa Libertadores), en los que anotó 85 goles (81 en la primera división y 4 en Copa Libertadores), escribiendo su nombre en las páginas doradas del club.

### Como entrenador
Tras su retiro como futbolista a los 35 años, se dedicó de lleno a la dirección técnica trabajando desde hace más de dos décadas en la ATFA (Asociación de Técnicos de Fútbol Argentino). También ha laborado en escuelas de formación para los niños menos favorecidos de Río Cuarto y paralelamente ha dirigido a varios clubes de la Quinta División Argentina.
En 1989, tras haber asistido durante dos campañas a José Varacka  en el Junior de Barranquilla , la junta directiva de Millonarios lo buscó expresamente para que dirigiera al equipo que, hasta ese momento, era bicampeón de la mano de Luis Augusto García. Irigoyen declinó la propuesta, ya que declaró que quería retornar a su país luego de estar por fuera de este por mucho tiempo. Dicha temporada es recordada porque se suspendió debido a la muerte del árbitro Ortega.

## Clubes

### Como jugador
| Club                   | País                | Año                 | Partidos | Goles |
| ---------------------- | ------------------- | ------------------- | -------- | ----- |
| Estudiantes (RC)       | Argentina           | 1971                | ?        | ?     |
| San Lorenzo            | Argentina           | 1972-1974           | 45       | 13    |
| Argentinos Jrs         | Argentina           | 1975                | 74       | 27    |
| Newell's               | Argentina           | 1976                | 23       | 4     |
| Huracán                | Argentina           | 1977                | 8        | 1     |
| Millonarios            | Colombia            | 1977-1979           | 134      | 85    |
| Independiente Medellín | Colombia            | 1980-1981           | ?        | 11    |
| Loma Negra             | Argentina           | 1982                | ?        | ?     |
| Arsenal                | Argentina           | 1982                | 15       | 2     |
| Tigre                  | Argentina           | 1983                | 12       | 3     |
| Total en su carrera    | Total en su carrera | Total en su carrera | +311     | +146  |

### Como ayudante de campo
| Club                   | País     | Año         | AT de:       |
| ---------------------- | -------- | ----------- | ------------ |
| Junior de Barranquilla | Colombia | 1987 - 1988 | José Varacka |

### Como entrenador
| Club                             | País      | Año         |
| -------------------------------- | --------- | ----------- |
| Sportivo Piazza Azul             | Argentina | 1985 - 1986 |
| Estudiantes Río Cuarto           | Argentina | 1991 - 1992 |
| Toro de Moldes                   | Argentina | 1992 - 1994 |
| Club San Martín del Bañado       | Argentina | 1995        |
| Toro de Moldes                   | Argentina | 1997        |
| Estudiantes Río Cuarto           | Argentina | 1998        |
| Club Cultural Argentino La Pampa | Argentina | 2000        |
| Estudiantes Río Cuarto           | Argentina | 2007 - 2008 |
| Toro de Moldes                   | Argentina | 2012        |

## Estadísticas como jugador
| Club                   | Div.       | Temporada  | Liga  | Liga  | Copa Libertadores | Copa Libertadores | Total | Total |
| Club                   | Div.       | Temporada  | Part. | Goles | Part.             | Goles             | Part. | Goles |
| ---------------------- | ---------- | ---------- | ----- | ----- | ----------------- | ----------------- | ----- | ----- |
| Millonarios · Colombia | 1.ª        | 1977       | 128   | 11    | -                 | -                 | 134   | 11    |
| Millonarios · Colombia | 1.ª        | 1978       | 128   | 34    | -                 | -                 | 134   | 34    |
| Millonarios · Colombia | 1.ª        | 1979       | 128   | 36    | 6                 | 4                 | 134   | 40    |
| Millonarios · Colombia | Total club | Total club | 128   | 81    | 6                 | 4                 | 134   | 85    |

## Palmarés

### Campeonatos nacionales
- Campeón de la Liga Regional con Estudiantes de Río Cuarto (1971).
- Bicampeón con San Lorenzo de Almagro (1972-1974).
- Campeón con Millonarios de Bogotá en 1978.

## Distinciones individuales
- Goleador del campeonato con Argentinos Juniors (27 goles).
- Goleador del campeonato con Millonarios de Bogotá (36 goles).